# Mamta Kulkarni
Mamta Kulkarni (* 20. April 1972 in Mumbai, Indien) ist eine indische Schauspielerin und Fotomodell.
2002 spielte sie in dem Film Kabhie Tum Kabhie Hum von Roop Dutta Naik die Hauptrolle.

## Filmografie (Auswahl)
- 1992: Tiranga
- 1994: Gangster
- 1994: Dilbar
- 1995: Karan Arjun
- 1995: Baazi
- 2001: Censor
- 2002: Himmlischer Tempel – Divine Temple
- 2002: Kabhie Tum Kabhie Hum